# Alfred des Essarts
Alfred Stanislas Langlois des Essarts (* 9. August 1811 in Passy; † 18. Mai 1893 in Clermont-Ferrand, Département Puy-de-Dôme) war ein französischer Bibliothekar und Schriftsteller.
Des Essarts absolvierte seine Schulzeit am Lycée Henri IV. Bereits dort begann er mit ersten literarischen Versuchen. Bereits mit 19 Jahren konnte er mit einer lyrischen Anthologie „Le donjon de Vincennes“ 1830 debütieren.
Anschließend verdiente des Essarts seinen Lebensunterhalt als Kunst- und Literaturkritiker bei verschiedenen Zeitungen und Zeitschriften; u. a. „La France littéraire“ oder „L'Écho français“. Aber auch für das journalistische Tagesgeschehen war er teilweise zuständig. Durch diese Arbeit und sein Interesse an zeitgenössischer Literatur fand er schon bald Zugang zu den Parnassiens. Später lud der Verleger Alphonse Lemerre ihn ein, an der später berühmt gewordenen Anthologie Le Parnasse contemporain mitzuarbeiten. Lemerre nahm auch einige Gedichte von dessen Sohn Emmanuel mit in diese Sammlung auf.
Des Essarts heiratete in Passy Elisa Gasquet († 1846), eine Schriftstellerin, die unter dem Pseudonym E. Dionysis firmierte. Mit ihr hatte er einen Sohn, Emmanuel des Essarts.
Mit 35 Jahren bekam des Essarts 1846 eine Anstellung als Hilfsbibliothekar an der Bibliothek Sainte-Geneviève. 1873 ernannte man ihn zum Leiter dieser Bibliothek. Als er 1884 seine Ämter niederlegte und in Pension ging, tat er dies mit dem Ehrentitel „Conservateur honoraire“.
Des Essarts zog zu seinem Sohn nach Clermont-Ferrand und starb dort vor seinem 82. Geburtstag am 18. Mai 1893.

## Werke (Auswahl)
Belletristik
- Les chants de la jeunesse. Poésies. 1846
- La comédie du monde. Roma en vers. 1853
- Les deux veuves. 1862
- Le donjon de Vincennes. 1830
- La lique des amants. Comédie en vers. 1848
- La noix dorée. Comédie. 1853
- Une perle dans le mer. 1841 (2 Bde.)

Sachbücher
- Les célèbrités françaises. 1862
- La civilisation chrétienne en orient. 1841
- François I. de’ Medicis. 1858
- le hommes de la guerre d’orient. 1855
- Le monument de Molière. 1843
- Neuf peintre célèbres. 1858
- L’univers illustré. 1847